# 山崎郡
山崎 郡（やまざき ぐん、1989年12月8日 - ）は、大阪府東大阪市出身のボートレーサー。
登録第4760号。112期、大阪支部所属。師匠は丸岡正典。同期には松尾充、山田祐也、今泉友吾、馬場剛らがいる。身長167cm。A型。関西大学総合情報学部卒業。

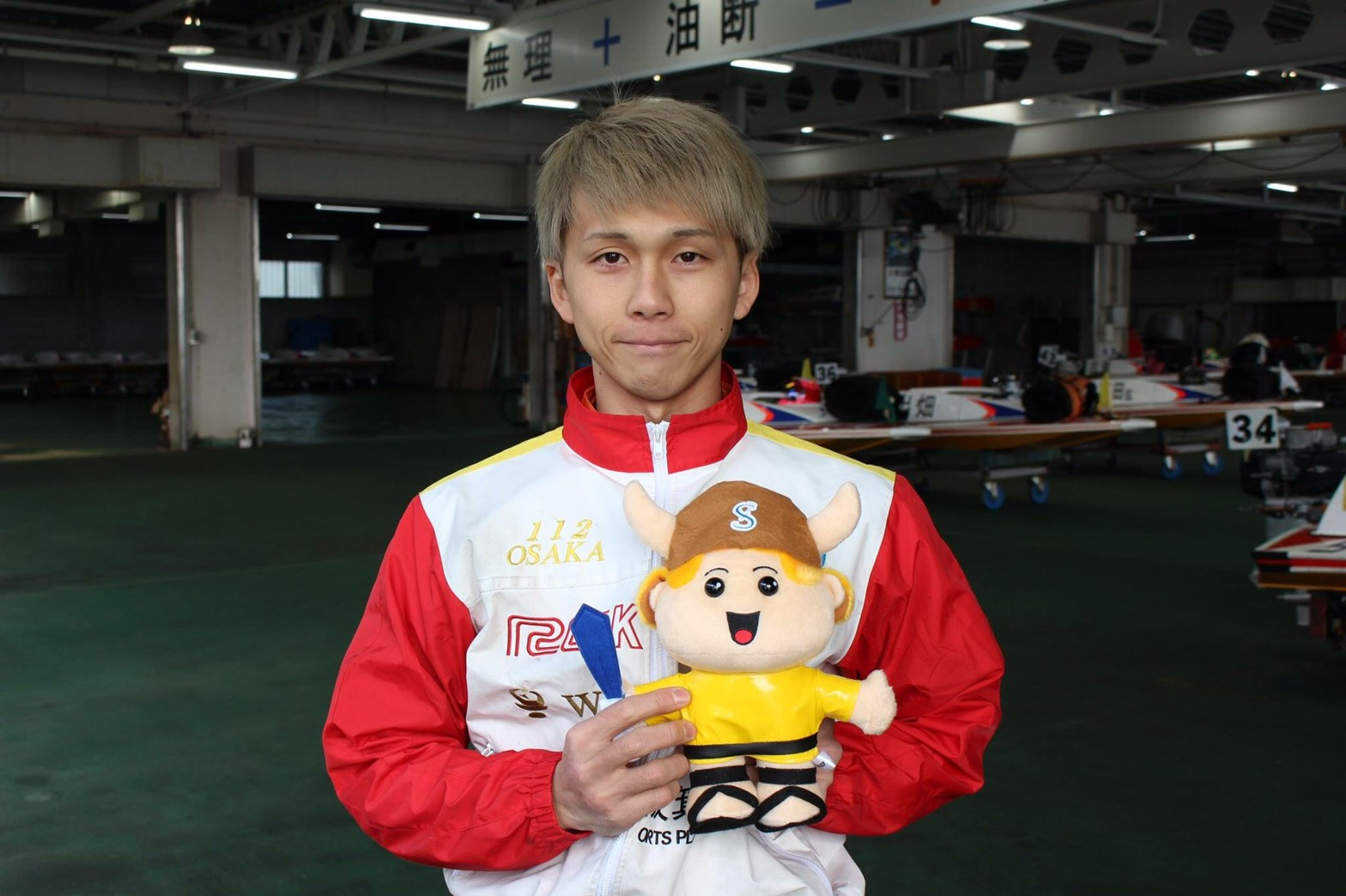
GⅠ初勝利時

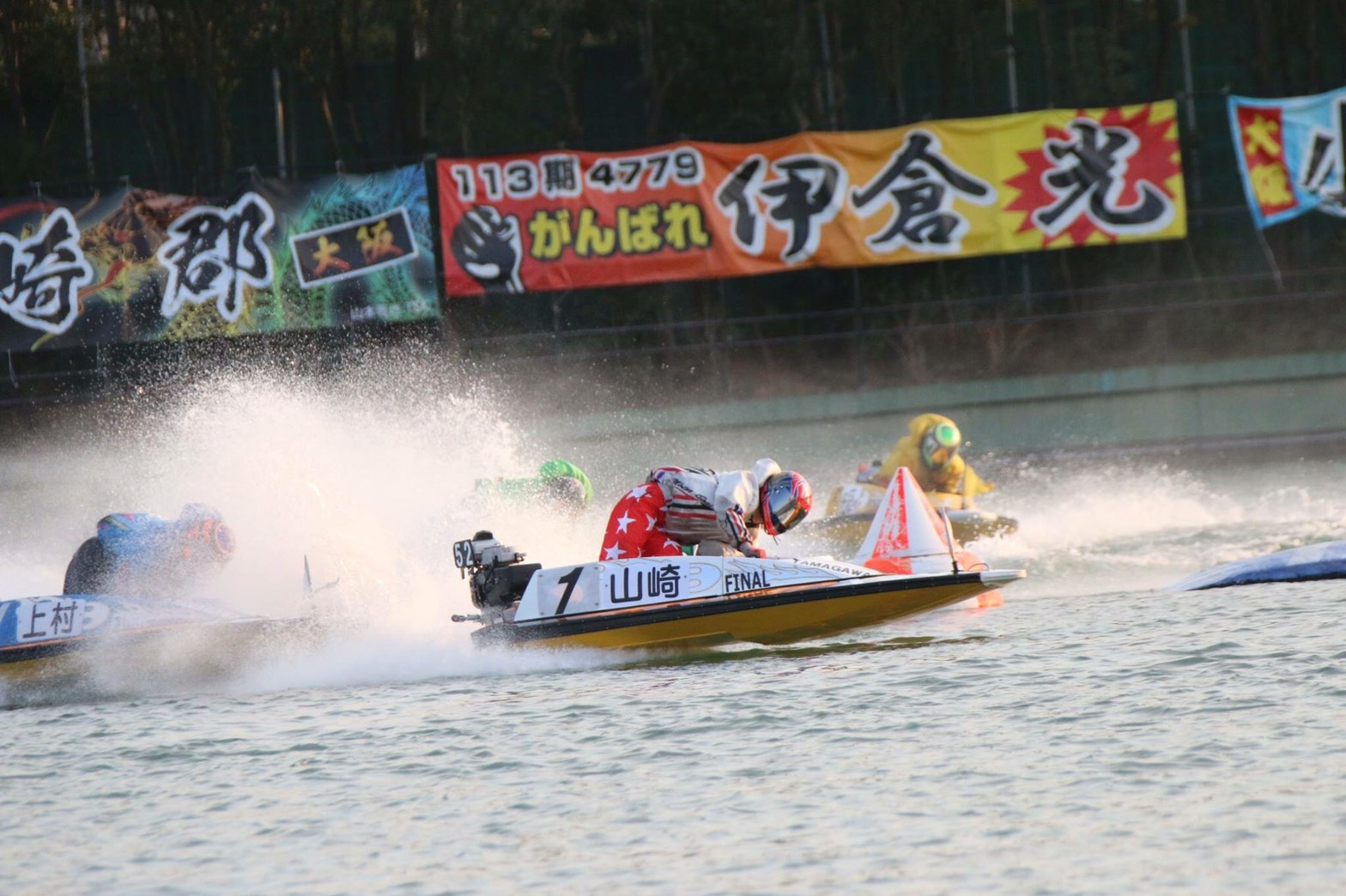
初優勝時出走画像

## 経歴

### ロードレース
- 2005年　鈴鹿選手権GP125 シリーズチャンピオン
- 2006年　全日本ロードレース選手権GP250シリーズランキング9位
- 2007年　全日本ロードレース選手権GP250シリーズランキング4位
- 2008年　全日本ロードレース選手権GP250シリーズランキング5位

### ボートレース
- 2012年　やまと学校（現・ボートレーサー養成学校）入学
- リーグ戦勝率7.26（準優出5  優出3  優勝1）
- 卒業記念競走3着
- 112期最優秀選手養成員
- 2013年3月20日、選手登録。
- 2013年5月3日からボートレース住之江で開催された 一般戦「2013ラピートカップ」初日第2Rでデビュー[1]。（5着）
- 2014年5月17日からボートレース尼崎で開催された 一般戦「第25回サンスポグリーンカップ争奪戦」4日目第1Rで初勝利[2]。（154走目）
- 2015年12月24日、2016準地元スター候補選手（ボートレース住之江）に選ばれる[3]。
- 2016年2月6日からボートレース尼崎で開催された G1「第59回近畿地区選手権」5日目第1R、追加あっせんではあるがG1初出場[4]。（5着）
- 2016年5月18日からボートレース若松で開催された 一般戦「熊本地震被災地支援ルーキーシリーズ第2戦植木通彦カップ」6日目（最終日）第12Rで初優出[5]。（6着）
- 2016年10月18日からボートレース唐津で開催された G2「唐津モーターボート大賞」5日目第12R準優勝戦でG2初勝利を飾る[6]。6日目（最終日）第12R優勝戦では3号艇3コースから5着[7]。
- 2016年12月20日、2016年度日本プロスポーツ大賞新人賞受賞[8]
- 2016年12月26日、2017フレッシュルーキー（ボートレース住之江）に選出される[9]。
- 2017年1月19日からボートレース下関で開催された G1「開設62周年記念 競帝王決定戦」3日目第6Rでイン逃げを決めG1初勝利[10]。（通算100勝目）
- 2017年2月22日からボートレース多摩川で開催された 一般戦「ルーキーシリーズ第10戦 tvkカップ全レース進入固定」6日目（最終日）第12Rでイン逃げを決め初優勝を飾る[11]。
- 2017年10月14日からボートレース桐生で開催された G1「開設61周年記念 赤城雷神杯」6日目（最終日）第12RでG1初優出[12]。（3着）
- 2017年12月26日、2018トップルーキー（近畿地区）に選出される[13]。

## 主要獲得タイトル

### G1
- 第67回近畿地区選手権競走 (2024年2月14日、尼崎競艇場)

## 人物・エピソード
- 郡（ぐん）という珍しい名前は、かつて少年マガジンに連載されていた人気バイク漫画「バリバリ伝説」の主人公の名前の巨摩郡（こまぐん）が由来。
- 5歳からモトクロスレースに参戦。その後ミニバイクレースを経て、2005年にロードレースに参戦。その年の鈴鹿選手権125ccクラスでチャンピオンになった。翌年の2006年には関西の名門チームである、ヒットマンRC甲子園ヤマハより全日本選手権250ccクラスに参戦。成績は2006年ランキング9位、2007年ランキング4位、2008年ランキング5位であった。
- 鈴鹿選手権の時代に競い合った谷川祐一（登録第4594号）がボートレーサーに転向。その活躍に刺激され、後を追いボートレーサーを目指した。学業の方もおろそかにすることなく大阪産業大学短期大学部自動車工業科を卒業後、関西大学総合情報学部に編入。在学中にやまと学校に合格（3回目）、一時休学していたがプロになった後、復学。レースをしながら大学に通い、2014年3月、無事に卒業した。

## 戦績
- 出走回数：1827回
- 1着回数：432回
- 優出回数：42回
- フライング(F)回数：6回
- 出遅れ(L)回数：0回
- 通算勝率：6.00
- 2連対率：42.47
- 3連対率：59.17
- 生涯獲得賞金：177,874,000円